# Liên Xô chiếm đóng Hungary
Liên Xô chiếm đóng Hungary, xảy ra sau khi nước này bị Liên Xô đánh bại trong thế chiến thứ hai, kéo dài 45 năm, nguyên cả thời kỳ chiến tranh lạnh. Cuộc chiếm đóng chấm dứt năm 1991.

## Chiến tranh thế giới thứ hai
Tháng 7 1941, Vương quốc Hungary, một thành viên của hiệp định Berlin (Tripartite Pact), tham dự vào chiến dịch Barbarossa, như là đồng minh của Đức Quốc xã. Vào 1943–1944, ngọn gió đã thổi ngược chiều. Hồng quân đã dành lại lãnh thổ của Liên Xô trước chiến tranh, và phản công từ biên giới của họ về phía Tây, rồi đánh bại Đức và các đồng minh của nó.

## Chính sách hậu chiến Liên Xô
Liên Xô muốn bảo đảm là một chính quyền hậu chiến được lãnh đạo bởi đảng Cộng sản được thiết lập trước khi chuyển quyền từ quân đội chiếm đóng cho người Hungary. Trong các cuộc bầu cử vào tháng 11 năm 1945, đảng nông dân nghèo độc lập đã chiếm được 57% số phiếu. Đảng Cộng sản Hungary dưới sự lãnh đạo của Mátyás Rákosi và Ernő Gerő, chỉ nhận được sự ủng hộ của 17% dân số. Lãnh đạo quân đội ở Hungary, Marshal Kliment Voroshilov, từ chối không cho đảng nông dân nghèo độc lập lập chính quyền. Thay vào đó, Voroshilov cho thiết lập một chính quyền liên minh mà người cộng sản giữ vài chức vụ chủ chốt. Sau đó, Mátyás Rákosi khoe khoang là đã dùng chiến thuật salami để loại trừ người từ các đảng khác. Chế độ quân chủ Hungary đã chính thức bị hủy bỏ vào ngày 1 tháng 2 năm 1946, và được thay thế bởi đệ nhị cộng hòa Hungary. Việc đoạt lấy chính quyền dần dần của người cộng sản hoàn tất vào ngày 18 tháng 8 năm 1949, khi Hungary trở thành Cộng hòa Nhân dân Hungary.
Sự có mặt của quân đội Liên Xô ở Hungary được hợp thức hóa bởi hiệp ước hỗ trợ lẫn nhau 1949, mà ban cho Liên Xô quyền tiếp tục duy trì quân đội ở đây, đảm bảo được sự kiểm soát về chính trị. Lực lượng quân sự của Liên Xô ở Hungary là lực lượng nhóm trung tâm (Central Group of Forces) có trụ sở chính ở Baden, gần Viên.

## Cách mạng Hungary 1956
Cách mạng Hungaria 1956 là một cuộc nổi dậy không hoạch định trước chống lại chính phủ cộng sản Hungary và những chính sách của họ bị áp đặt bởi Liên Xô. Sau khi tuyên bố sẵn sàng đàm phán để rút các lực lượng Liên Xô về, Bộ chính trị Liên Xô thay đổi ý kiến và ra lệnh đập tan cuộc cách mạng. Vào ngày 4 tháng 11 năm 1956, một lực lượng quân sự lớn của nhiều nước trong Khối Warszawa, lãnh đạo bởi Moskva, tiến vào thủ đô Budapest để đập tan những kháng cự có vũ trang.
Sự can thiệp của Liên Xô, có tên gọi là "chiến dịch bão lốc" (Operation Whirlwind), được cho thi hành bởi Marshal Ivan Konev. 5 sư đoàn Liên Xô đóng ở Hungary trước ngày 23 tháng 10 được yểm trợ thêm bởi 15 sư đoàn nữa. Trong số đó có 2 quân đoàn của Liên Xô đóng ở Ukraina được đưa tới Hungary để thi hành chiến dịch.
Vào lúc 3:00 a.m. ngày 4 tháng 11, xe tăng của Liên Xô đã tiến vào Budapest dọc bên bờ Pest của sông Donau chia làm hai nhóm, một từ phương Nam lên 
, một từ phương Bắc xuống cắt thành phố làm đôi. Các đơn vị xe bọc thiết giáp cũng tiến vào Buda, và vào lúc 4:25 a.m. đã khai hỏa những viên đạn đầu tiên vào khu vực quân đội đóng quân ở đường Budaörsi. Chẳng bao lâu sau đó, đạn từ pháo binh và xe tăng của Liên Xô đã được nghe thấy tại mọi khu vực của thành phố Budapest. Chiến dịch bão lốc phối hợp bắn phá từ máy bay, pháo binh và các đoàn quân xe tăng của 17 sư đoàn. Khoảng 8:00 am tổ chức phòng thủ của thành phố sau khi đài phát thanh bị chiếm đóng, đã biến mất, và nhiều người phòng thủ phải rút về những chỗ ẩn núp. Những người thường dân Hungary cũng phải gánh chịu gánh nặng chính của cuộc chiến, bởi vì quân đội Xô Viết không thể phân biệt được giữa mục tiêu dân sự và quân đội. Vì lý do đó, xe tăng Liên Xô thường bò dọc theo đường chính bắn bừa bãi vào các tòa nhà. Sức kháng cự của Hungary mạnh nhứt ở khu vực kỹ nghệ của Budapest, mà bị lãnh bom đạn nặng nề nhất bởi pháo binh và máy nay của Liên Xô. Cuối cùng phe chống cự vào ngày 10 tháng 11 phải kêu gọi đình chiến. Trên 2.500 người Hungary và 722 lính Liên Xô đã bỏ mạng và hàng ngàn người bị thương.

## Sau cách mạng
Việc đập tan cách mạng Hungary đã làm vững mạnh sự kiểm soát của Liên Xô đối với Khối phía Đông. Liên Xô đã cho thay thế thủ tướng Imre Nagy bởi János Kádár, lãnh tụ của Đảng Công nhân Xã hội chủ nghĩa Hungary. Nagy, và một vài người khác, được cho trú ẩn tại tòa đại sứ Nam Tư. Mặc dù János Kádár đã viết là sẽ cho ông ra đi tự do, vào ngày 22 tháng 11 năm 1956, Nagy bị bắt giam bởi lực lượng Liên Xô khi ông ta rời khỏi tòa đại sứ Nam Tư, và được đưa tới Snagov, Romania. Sau đó, Liên Xô đưa ông trở lại Hungary, ở đó ông bị bí mật buộc tội tổ chức lật đổ chế độ Dân chủ Nhân dân Hungary và phản quốc. Nagy bị cho là có tội, kết án tử hình và bị treo cổ vào tháng 6 năm 1958. Theo Fedor Burlatsky, a nhân vật nhóm cầm quyền Kremlin, Thủ tướng Liên Xô Nikita Khrushchev đã cho hành quyết Nagy, " cho đó là một bài học cho tất cả các lãnh tụ khác ở các nước Xã hội chủ nghĩa."

## Rút quân
Tiếp theo cuộc cách mạng Đông Âu 1989, quân đội Liên Xô bắt đầu rời khỏi Hungary. Vào tháng 7 năm 1990, khoảng 15.000 binh lính Liên Xô cùng với gia đình đã về nước, mang theo khoảng 60.000 trong số 560.000 tấn dụng cụ mà họ đã chứa ở đây. Khoảng 5.750 tòa nhà đã bỏ lại trên 60 trại lính và 10 căn cứ không quân  Liên Xô được tường thuật đã đòi 50 tỷ forints (lúc đó trị giá khoảng 800 triệu USD), để bồi thường cho "đầu tư của Liên Xô" ở Hungary; chỉ huy trưởng của quân đội Liên Xô ở Hungary, trung tướng Matvei Burlakov nói, nếu Hungary từ chối trả tiền, cuộc rút quân có thể bị ngưng lại.
Số 40.000 binh lính Hungary còn lại rời Hungary, bắt đầu từ tháng 3 năm 1990, với những người lính cuối cùng rời vào ngày 19 tháng 6 năm 1991.